# Val di Sole
La Val di Sole (Val de Sól in solandro, Sulztal in tedesco) è una valle in Trentino, situata nella parte nord-occidentale della provincia autonoma di Trento, fra il gruppo delle Dolomiti di Brenta e il gruppo dell'Adamello a sud e la Catena delle Maddalene e il gruppo Ortles-Cevedale a nord. Dal punto di vista amministrativo, essa appartiene alla Comunità della Valle di Sole, una delle comunità di valle istituite in provincia nel 2010. La Val di Sole e l'adiacente Val di Non sono anche note come le "valli del Noce", essendo entrambe attraversate dal torrente Noce.

## Etimologia
Il nome non ha alcuna relazione col sole come astro né con eventuali antichi culti solari. Secondo Quirino Bezzi, l'etimologia del toponimo Sol va fatta probabilmente risalire alla divinità celtica delle acque Sulis, che i Romani identificavano con Minerva. Ciò sarebbe corroborato dall'esistenza ancora oggi in valle, a Peio e a Rabbi, di fonti di acque termali. Queste fonti sono considerate terapeutiche per il sollievo procurato contro ogni tipo di malessere, essendo, infatti, ricche di zolfo e carbonio e dotate di effetti diuretici e positivi sui sistemi ematico e linfatico.
A partire dal Basso Medioevo, è inoltre attestato nelle cancellerie austriache l'esonimo tedesco Sulzberg (talora Sulztal), dalla stessa origine etimologica.

## Geografia
La Val di Sole è situata nella parte nord-occidentale della provincia, lungo l'alto corso del torrente Noce. La valle è attorniata da diversi gruppi montuosi e catene alpine di grande rilevanza: il gruppo Ortles-Cevedale a nord, il gruppo del Brenta e l'Adamello-Presanella a sud; queste sono le principali catene montuose che racchiudono la valle. Sul corso del Noce s'innestano diversi torrenti e corsi d'acqua minori, come il Noce Bianco, la Vermigliana il Meledrio e il Rabbiés.
Il comprensorio solandro si sviluppa su una superficie di circa 610 km² e conta una popolazione residente di circa 15 000 persone. L'economia dell'alta valle si basa soprattutto sul turismo, sia estivo che invernale, in particolare nei centri di Peio, Passo del Tonale, Folgarida e Marilleva, ma, soprattutto in estate, anche di Rabbi. Altre risorse importanti sono la zootecnia e lo sfruttamento forestale. Nei comuni più bassi, che godono di un clima meno rigido, è molto diffusa la coltivazione di alberi da frutto. Vengono principalmente coltivati il melo e il ciliegio, come nella vicina Val di Non.
Principale località e capoluogo della Val di Sole è il borgo di Malé, situato nella parte centrale della valle e rappresentante un punto di riferimento per le intere economia e attività della valle. Percorrendo la valle, s'incontrano tredici comuni, compresi quelli di Rabbi e Peio, che si trovano in due valli laterali.
| Comune                    | Frazioni | Abitanti | Estensione (km²) |
| ------------------------- | --- | -------- | ---------------- |
| Cavizzana (Chjavizana)    | - | 257      | 3                |
| Caldes (Chjaudes)         | Bozzana (Bociànå), Bordiana (Bordiànå), Samoclevo (Samocléf), San Giacomo (San Giacom), Cassana (Chjasana), Tozzaga (Tozzaghja) | 1.087    | 20               |
| Terzolas (Tergiolas)      | - | 612      | 5                |
| Malé                      | Bolentina (Bolentìnå), Montes, Magras, Arnago (Dernàch)                                                                         | 2.122    | 26               |
| Rabbi (Rabj)              | Bagni di Rabbi (Le Àque da Rabi), Piazzola (Plazölå), Pracorno (Pracòrn), S. Bernardo (San Bernàrt)                             | 1.390    | 132              |
| Croviana                  | Liciasa, Carbonara | 698      | 5                |
| Dimaro Folgarida (Dimàr)  | Dimaro (Dimàr), Carciato (Carcià), Folgarida, Monclassico (Monclàsech), Presson (Presón)                                        | 2.206    | 37               |
| Commezzadura (Comézadura) | Almazzago (Delmazàch), Deggiano (Degjàn), Mastellina (Mastalìna), Mestriago (Mestriàch), Piano (Plàn)                           | 1.002    | 22               |
| Mezzana (Mezànå)          | Marilleva (Mariléva), Menas, Ortisé, Roncio (Ronc)                                                                              | 876      | 27               |
| Pellizzano (Pliciàn)      | Castello (Castél), Termenago (Tremenàch)                                                                                        | 860      | 39               |
| Ossana (Osànå)            | Cusiano (Cusiàn), Fucine (Le Fosine)                                                                                            | 848      | 25               |
| Peio (Péi)                | Celentino (Cialantin), Celledizzo (Cialadic'), Cogolo (Cógol), Comasine (Comàsen), Peio Paese (Péj)                             | 1.886    | 160              |
| Vermiglio (Verméi)        | Pizzàno (Pizàn), Fraviàno (Fraiàn), Cortina, Passo del Tonale (El Tonal)                                                        | 1.866    | 103              |

In Val di Peio, procedendo da Cogolo verso Comasine, sono ancora visibili le strade ferrate, dette feràre, cioè dei percorsi scavati nella roccia muniti di maniglie e appoggi in ferro per il trasporto di pietre e minerali estratto dalle predàre locali e oggi utilizzate per il trekking.

## Cultura
Nell'area è parlato il dialetto solandro.
Il popolo solandro è da sempre un popolo di migratori. Gli uomini migravano stagionalmente in Germania a fare i segantini (svéleri) o nelle vecchie province a fare i parolòti o ciapére, ovvero i ramai. Essi parlavano un linguaggio denominato gájn ancora parlato dagli anziani.
Vi sono alcuni aforismi che gli altri abitanti del Trentino applicano a nonesi e solandri:
- Un primo detto famoso è l'applicazione alle due popolazioni dell'invocazione "libera nos domine" (A nonenis et solandribus libera nos Domine). Si tratta probabilmente di una memoria di alcune sollevazioni popolari durante le quali gli abitanti delle due valli avevano minacciato la sicurezza della città di Trento. Probabilmente, lo si può riferire al periodo della guerra rustica.
- Un altro detto famoso nel dialetto di Trento dice: se l'é en nones dài, se l'é en solandro copel[5] ("se è un noneso picchialo, se è un solandro uccidilo"). Il detto - assai ambiguo - va interpretato come riconoscimento del fatto che farsi nemico un solandro è pericoloso. Così, se per dissuadere dal confronto un noneso può bastare un moderato uso della forza, la contesa con un solandro diventa uno scontro all'ultimo sangue.

### Cucina
Tipici della cucina solandra sono: la torta di patate, la minestra d'orzo, gli gnocchi di nosline (Silene vulgaris) o di comede (Chenopodium bonus-henricus), la minestra di fregolotti. Peculiare era, fino al secolo scorso, la torta di coloster (il coloster è il latte della mucca che ha appena partorito). Dolce caratteristico della vallata è la torta di frigolotti. Tra i formaggi emerge il casolet.

## Infrastrutture e trasporti
La Val di Sole è raggiungibile attraverso le seguenti vie stradali:
- la Strada statale 42 del Tonale e della Mendola, che la connette con la Lombardia (Val Camonica) tramite il Passo del Tonale o con Bolzano tramite il Passo della Mendola;
- la Strada statale 239 di Campiglio, che la mette in comunicazione con Madonna di Campiglio (Val Rendena) tramite il Passo Campo Carlo Magno;
- la Strada statale 43 della Val di Non, che dopo aver risalito la Val di Non s'innesta nella Strada Statale 42 del Tonale e della Mendola presso il Ponte di Mostizzolo.

Da Trento sale inoltre la linea ferroviaria Trento-Malé-Mezzana, inaugurata nel 1964 in sostituzione della preesistente tranvia, che attraversa interamente la Val di Non e risale la Val di Sole raggiungendo il capoluogo Malé; nel 2003 il percorso è stato prolungato fino alla stazione turistica di Marilleva portando a termine il progetto Dolomiti Express = Treno + Sci. Partendo dalla stazione di Trento si arriva a Daolasa o Marilleva. Questi sono anche punto di partenza di grandi comprensori sciistici; infatti, grazie alla stazione intermodale fune-rotaia di Daolasa si può arrivare direttamente sulle piste da sci di Folgarida-Marilleva anche in treno e da qui raggiungere con gli sci ai piedi le stazioni sciistiche di Madonna di Campiglio e Pinzolo, per un totale di 150 km di piste servite da 63 impianti a fune.

## Sport
La valle ha ospitato manifestazioni sportive di rilevanza mondiale. Nel 1993 sulle acque del torrente Noce si sono svolti i campionati mondiali di canoa e kayak. Nel 1999 si sono svolti sulle nevi delle stazioni sciistiche della valle i campionati del mondo di snowboard. Dal 2008, nella località di Commezzadura, nei mesi estivi, si svolgono gli allenamenti dei campionati del mondo di downhill in concomitanza con quelli di cross country. Solo per questa tappa si svolgono inoltre i mondiali monotappa di four-cross su una pista vicina a quella di downhill. 
Il comprensorio sciistico della valle ha ospitato varie tappe della Coppa del Mondo di sci di fondo.

## Galleria d'immagini

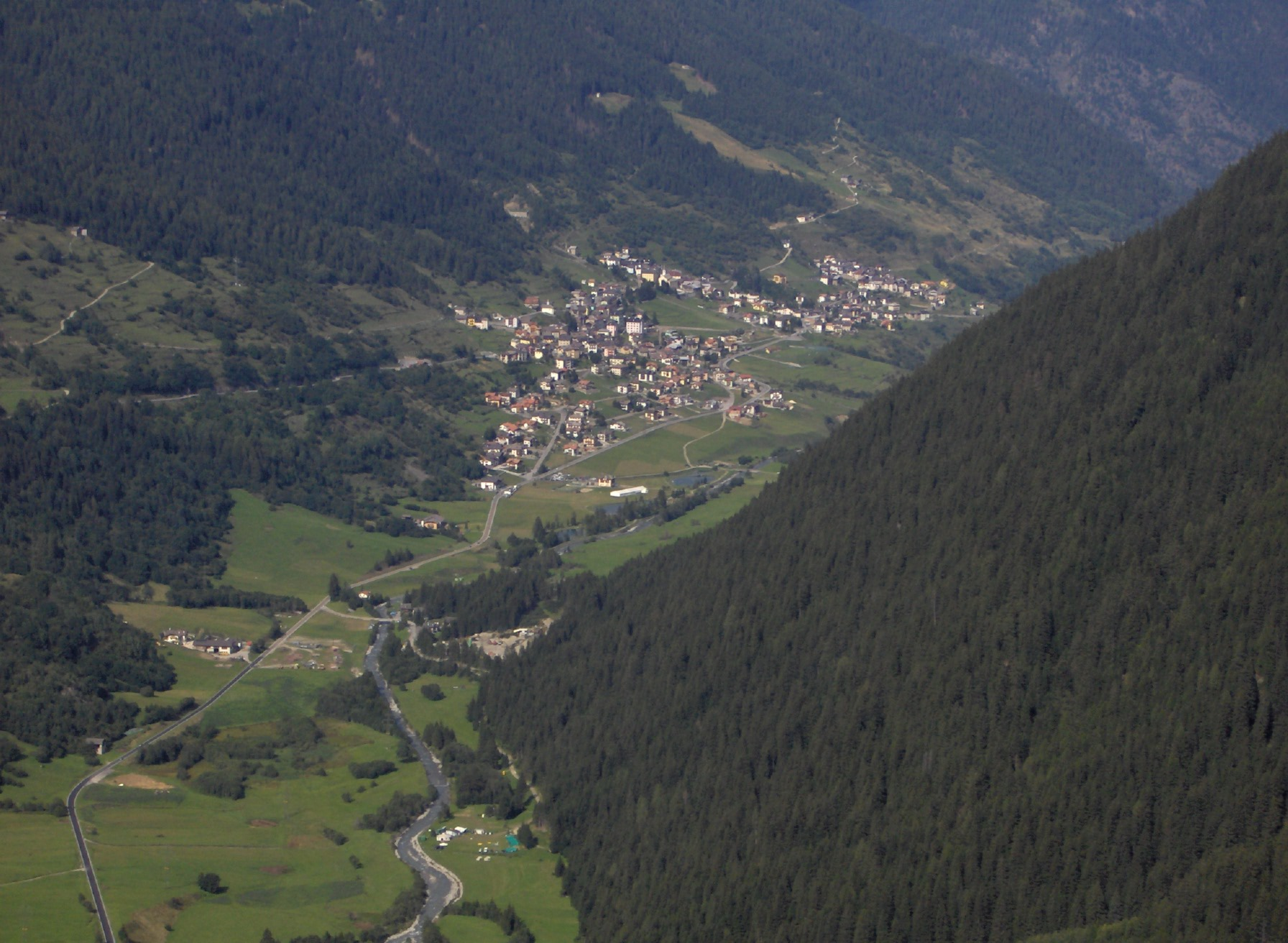
Vermiglio
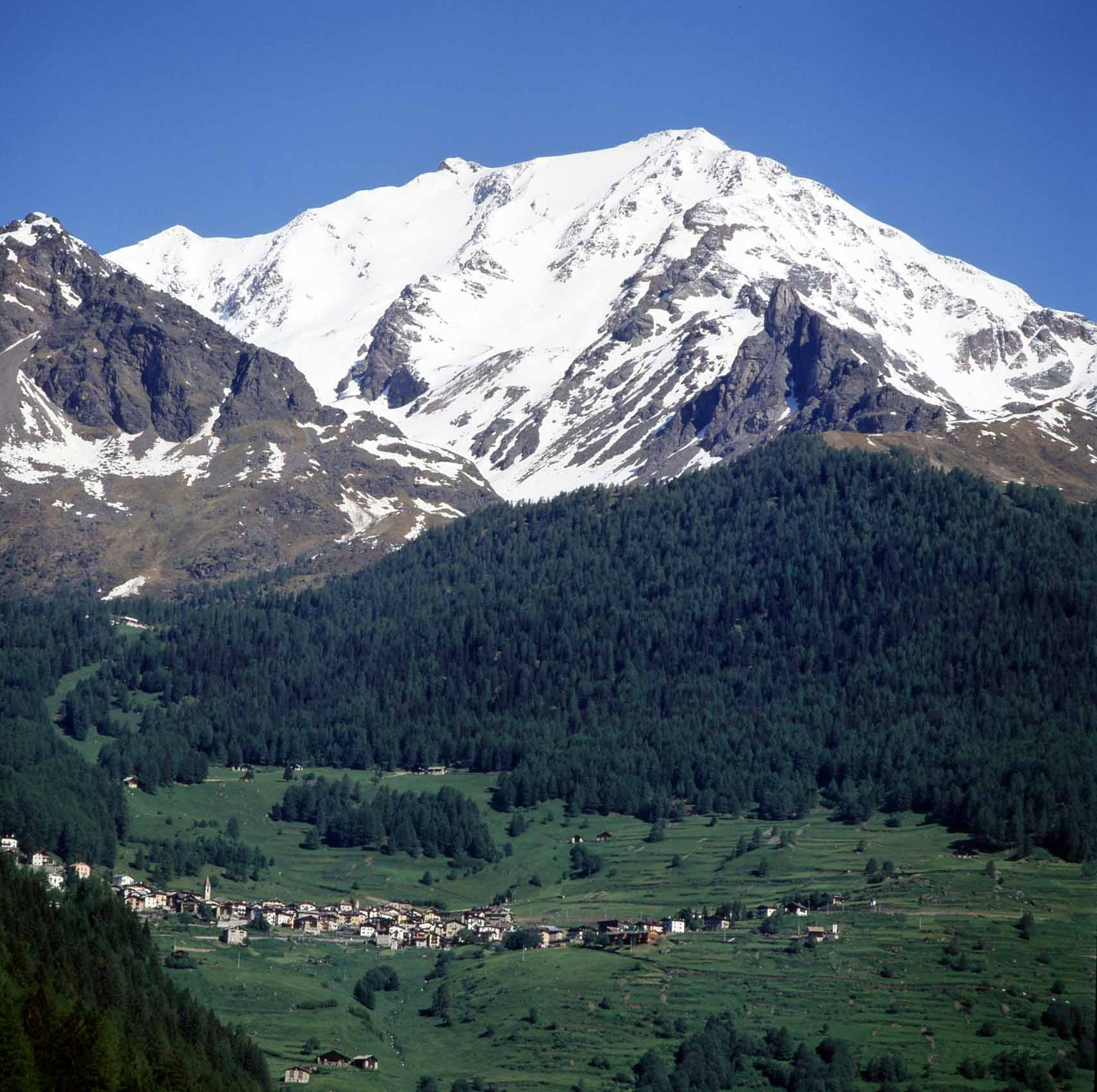
Peio sovrastato dal monte Vioz
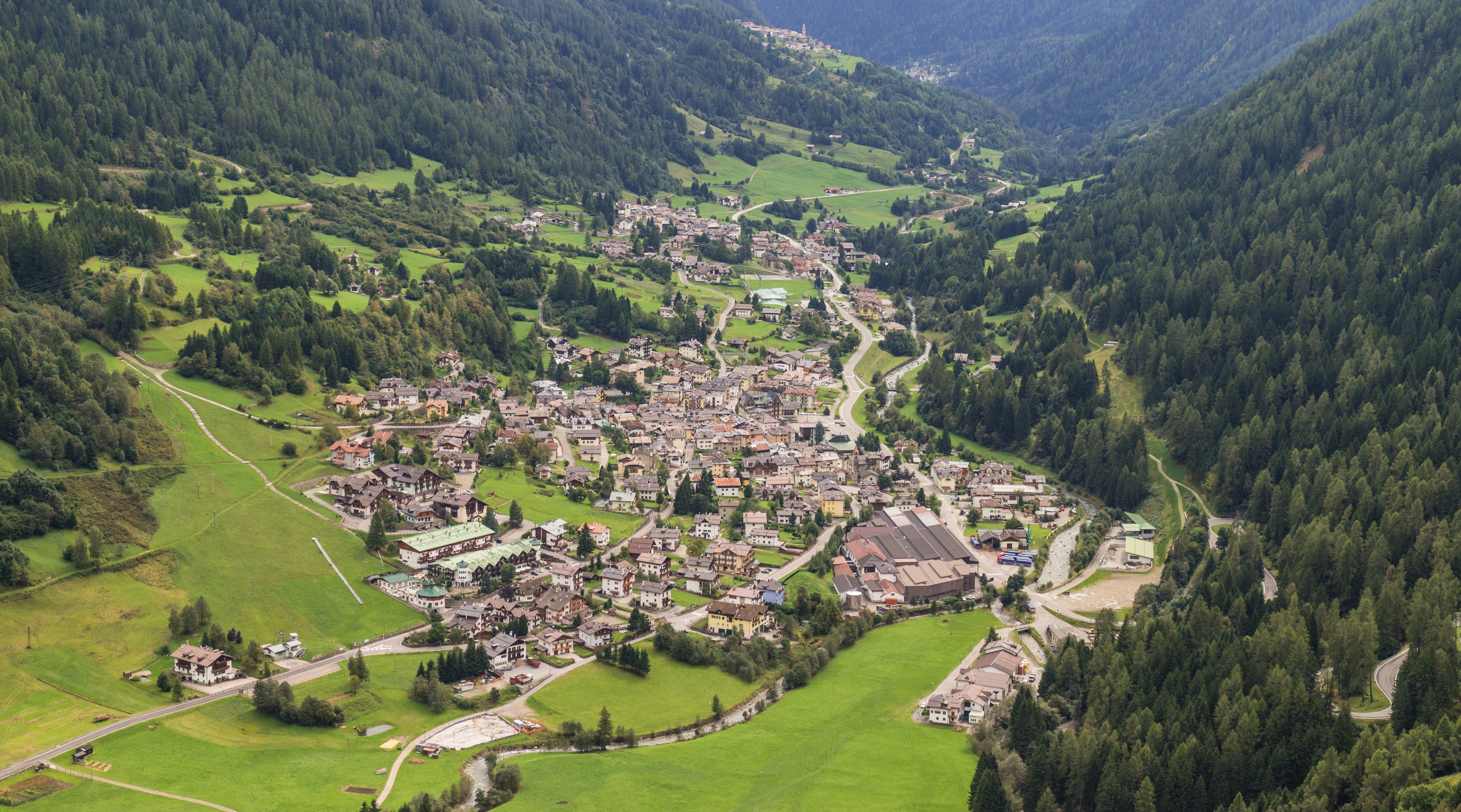
Cogolo ( in primo piano ) e Celledizzo, in alto al centro Celentino.
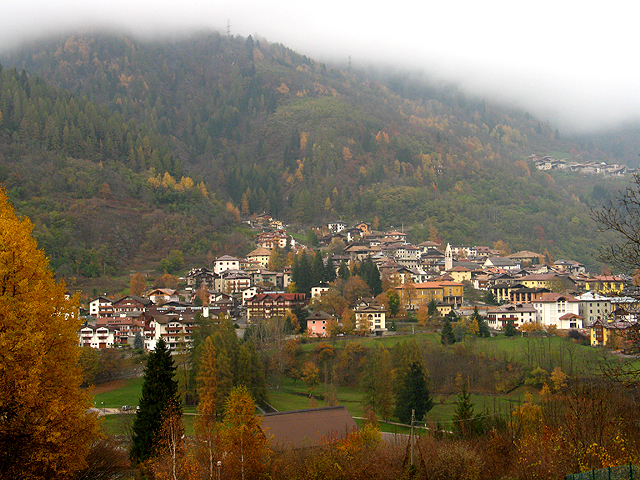
Mezzana